# Jan de Vries (atleta)
|  | Per a altres significats, vegeu «Jan de Vries (desambiguació)». |

Jan de Vries   (Zwolle, 2 de març de 1896 - la Haia, 19 d'abril de 1939) va ser un atleta i futbolista neerlandès que va competir durant la dècada de 1920.
El 1920 va prendre part en els Jocs Olímpics d'Anvers, on disputà dues proves del programa d'atletisme. En ambdues, els 4x100 metres relleus i els 100 metres quedà eliminat en sèries. En aquesta edició va formar part de l'equip nacional de futbol que va guanyar la medalla de bronze, però no va disputar cap partit.
Quatre anys més tard, als Jocs de París, va disputar dues proves atlètiques. Guanyà la medalla de bronze en els 4x100 metres relleus, fent equip amb Jacob Boot, Harry Broos i Marinus van den Berge, mentre en els 200 metres quedà eliminat en sèries.

## Millors marques
- 100 metres llisos. 10.8" (1920)[1][2]